# Mads Lidegaard
Mads-Vestergaard Lidegaard (Kragelund, 17 de junio de 1925 –  Herlev, 9 de julio de 2006) fue un escritor, profesor de instituto y teólogo danés.

## Vida y educación
Mads Lidegaard nació en Kragelund hijo del pastor Kresten-Holger Lidegaard y su esposa, Johanne Vestergaard.
Cursó estudios en la escuela Theodora Langs Skole de su ciudad natal y posteriormente estudió teología en la universidad de Aarhus donde, en 1950, obtuvo en el título danés de Candidatus theologiæ.
En 1953 contrajo matrimonio con la productora televisiva Else Bennike. Falleció en 2006 con 81 años de edad en Herlev, junto a Copenhague.

## Carrera profesional
Comenzó su carrera profesional como profesor de instituto en Nuuk, trabajo que desarrolló durante dos años. Posteriormente, realizó labor pastoral durante un año en la iglesia Frederikskirken de Højbjerg. 
En 1953, con 28 años, volvió a Groenlandia donde ejerció de profesor en el seminario de Nuuk. Se transladó a Copenhague en 1961 para trabajar en el ministerio danés para Groenlandia hasta 1966. Posteriormente, ejerció como profesor en la Krogerup Højskole donde se especializó en temas sobre Groenlandia, los problemas de las minorías y de los países en crecimiento así como la historia del pensamiento.

## Obras publicadas
Mads Lindegaard publicó un buen número de obras a lo largo de su vida. Estas se pueden agrupar en varios campos:
1. Groenlandia: fueron casi cuarenta obras las que escribió sobre esta región autónoma danesa.[3] Entre ellas destacan un libro sobre su historia Grønlands historie (1961) y una novela ambientada en este territorio Pavia - en grønlænder  (1973).[1]
2. Historia de los caminos: casi diez libros en los que estudió la ruta danesa conocida como Hærvejen.[3] Realizó también el guion de un documental sobre esta ruta.[4]
3. Leyendas populares danesas: cinco libros en este campo[3] entre los que destacan Danske sten fra sagn til tro (1994) sobre las piedras rúnicas danesas y Myte og sagn : mytologien i danske folkesagn (2007) sobre la mitología y folklore danés.[1]
4. Historia y cultura: diez obras[3] siendo las más conocidas Tradition og udvikling (1969) y Det frie menneske (1972).[1]

## Otras actividades

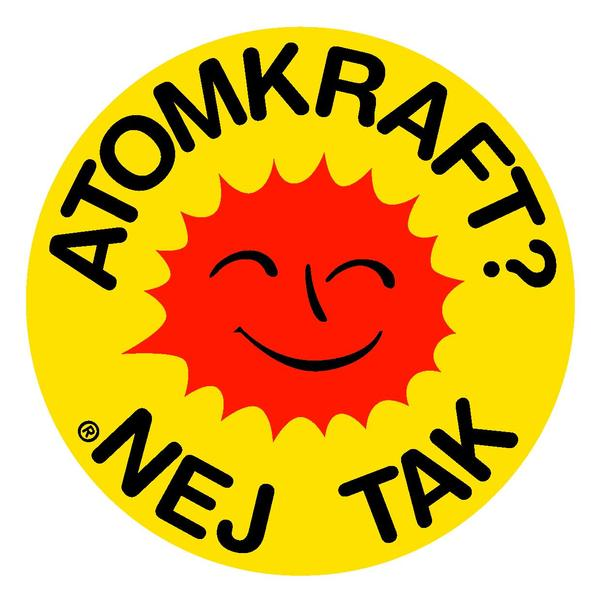
Logotipo del sol sonriente.

Fue uno de los fundadores de la asociación danesa Organisationen til Oplysning om Atomkraft (OOA)  (español: Organización para la Información sobre la Energía Atómica) creada en 1974. Su logotipo, diseñado por la diseñadora gráfica Anne Lund, con un sol sonriente alcanzó difusión mundial.

## Reconocimientos
En 2004 recibió, del gobierno local de Groenlandia, la más alta distinción que este otorga a aquellas personas que han realizado un servicio meritorio: la Nersornaat. Le fue concedida en su versión de plata.